# Malveae
Malveae jetribus iz porodice sljezovki, dio potporodice Malvoideae. Opisan je 1826.

## Filogenetski odnosi unutar plemena Malveae
Filogenetski odnosi među rodovima plemena Malveae (Malvaceae, potporodica Malvoideae) rekonstruirani su korištenjem sekvenci unutarnje transkribirane razmaknice (ITS) regije 18S-26S nuklearnog ribosomskog ponavljanja. Novogenerirane sekvence kombinirane su s onima dostupnima iz prethodnih generičkih studija kako bi se procijenio trenutni opseg plemena, monofilija nekih većih rodova i evolucija karaktera unutar plemena. ITS podaci ne podržavaju monofiliju većine generičkih saveza kako je trenutno definirano, niti podaci podržavaju monofiliju nekoliko rodova Malveae. Pronađene su dvije glavne dobro poduprte klade, koje prvenstveno odgovaraju taksonima koji posjeduju ili nemaju involukralne brakteje. Kromosomska evolucija bila je dinamična u plemenu s haploidnim brojevima koji variraju od n = 5 do 36. Aneuploidna redukcija, hibridizacija i/ili poliploidizacija bili su važni evolucijski procesi u ovoj skupini.

## Rodovi
Tribus Malveae J. Presl
1. Subtribus Abutilinae A. Gray
  1. Neobaclea Hochr. (1 sp.)
  2. Corynabutilon (K. Schum.) Kearney (7 spp.)
  3. Tetrasida  Ulbr. (4 spp.)
  4. Hochreutinera Krapov (2 spp.)
  5. Spirabutilon Krapov. (1 sp.)
  6. Abutilon Tourn. ex Mill. (167 spp.)
  7. Billieturnera Fryxell (1 sp.)
  8. Pseudabutilon R. E. Fr. (19 spp.)
  9. Allowissadula D. M. Bates (9 spp.)
  10. Wissadula Medik. (36 spp.)
  11. Bastardiastrum (Rose) D. M. Bates (8 spp.)
  12. Herissantia Medik. (5 spp.)
  13. Bastardiopsis (K. Schum.) Hassl. (6 spp.)
  14. Robinsonella Rose & Baker f. (16 spp.)
  15. Akrosida Fryxell & Fuertes (2 spp.)
  16. Dendrosida Fryxell (6 spp.)
  17. Allosidastrum (Hochr.) Krapov., Fryxell & D. M. Bates (4 spp.)
  18. Rhynchosida Fryxell (2 spp.)
  19. Krapovickasia Fryxell (5 spp.)
  20. Malvella Jaub. & Spach (4 spp.)
  21. Meximalva Fryxell (2 spp.)
  22. Sidastrum Baker f. (8 spp.)
  23. Sida L. (277 spp.)
  24. Ripariosida Weakley & D. B. Poind. (1 sp.)
  25. Bordasia Krapov. (1 sp.)
  26. Dirhamphis Krapov. (2 spp.)
  27. Batesimalva Fryxell (5 spp.)
  28. Horsfordia A. Gray (4 spp.)
  29. Allobriquetia Bovini (3 spp.)
  30. Briquetia Hochr. (2 spp.)
  31. Fryxellia D. M. Bates (1 sp.)
  32. Callianthe Donnell (49 spp.)
  33. Bakeridesia Hochr. (20 spp.)
  34. Sidasodes Fryxell & Fuertes (2 spp.)
  35. Gaya Kunth (38 spp.)
  36. Cristaria Cav. (20 spp.)
  37. Lecanophora Speg. (7 spp.)
  38. Anoda Cav. (24 spp.)
  39. Periptera DC. (5 spp.)
2. Subtribus Malvinae K. Schum.
  1. Phymosia Desv. (8 spp.)
  2. Andeimalva J. A. Tate (5 spp.)
  3. Malacothamnus Greene (21 spp.)
  4. Neobrittonia Hochr. (1 sp.)
  5. Iliamna Greene (8 spp.)
  6. Kearnemalvastrum D. M. Bates (2 spp.)
  7. Malvastrum A. Gray (23 spp.)
  8. Sphaeralcea A. St.-Hil. (46 spp.)
  9. Tarasa Phil. (28 spp.)
  10. Urocarpidium Ulbr. (1 sp.)
  11. Fuertesimalva Fryxell (18 spp.)
  12. Calyculogygas Krapov. (2 spp.)
  13. Monteiroa Krapov. (11 spp.)
  14. Calyptraemalva Krapov. (1 sp.)
  15. Napaea L. (1 sp.)
  16. Eremalche Greene (3 spp.)
  17. Acaulimalva Krapov. (21 spp.)
  18. Palaua Cav. (16 spp.)
  19. Nototriche Turcz. (109 spp.)
  20. Modiola Moench (1 sp.)
  21. Modiolastrum K. Schum. (5 spp.)
  22. Tropidococcus Krapov. (1 sp.)
  23. Kitaibelia Willd. (2 spp.)
  24. Malope L. (4 spp.)
  25. Anisodontea J. Presl (19 spp.)
  26. Alcea L. (77 spp.)
  27. Althaea L. (8 spp.)
  28. xMalvalthaea Iljin (0 sp.)
  29. Malva L. (52 spp.)
  30. Callirhoe Nutt. (9 spp.)
  31. Sidalcea A. Gray ex Benth. (29 spp.)
  32. Hoheria A. Cunn. (7 spp.)
  33. Lawrencia Hook. (13 spp.)
  34. Plagianthus J. R. Forst. & G. Forst. (3 spp.)
  35. Gynatrix Alef. (2 spp.)
  36. Asterotrichion Klotzsch (1 sp.)